# 贾多集中营
贾多集中营是利比亚贾多（现称贾杜）的一个关押意大利和利比亚犹太人的强制劳动集中营，
第二次世界大战期间的1942年5月开始运作，直到1943年1月被英国军队解放。该集中营根据法西斯意大利总理贝尼托·墨索里尼的命令建立。当时，利比亚处于意大利殖民统治之下，被称为意属利比亚。
被关押在那里的2600名犹太人中，有562人死亡，其中大部分死于饥饿和虱传斑疹伤寒。由于条件恶劣，贾多是第二次世界大战期间北非所有劳改营中死亡人数最多的，也是二战期间穆斯林世界犹太受害者人数最多的集中营。

## 背景

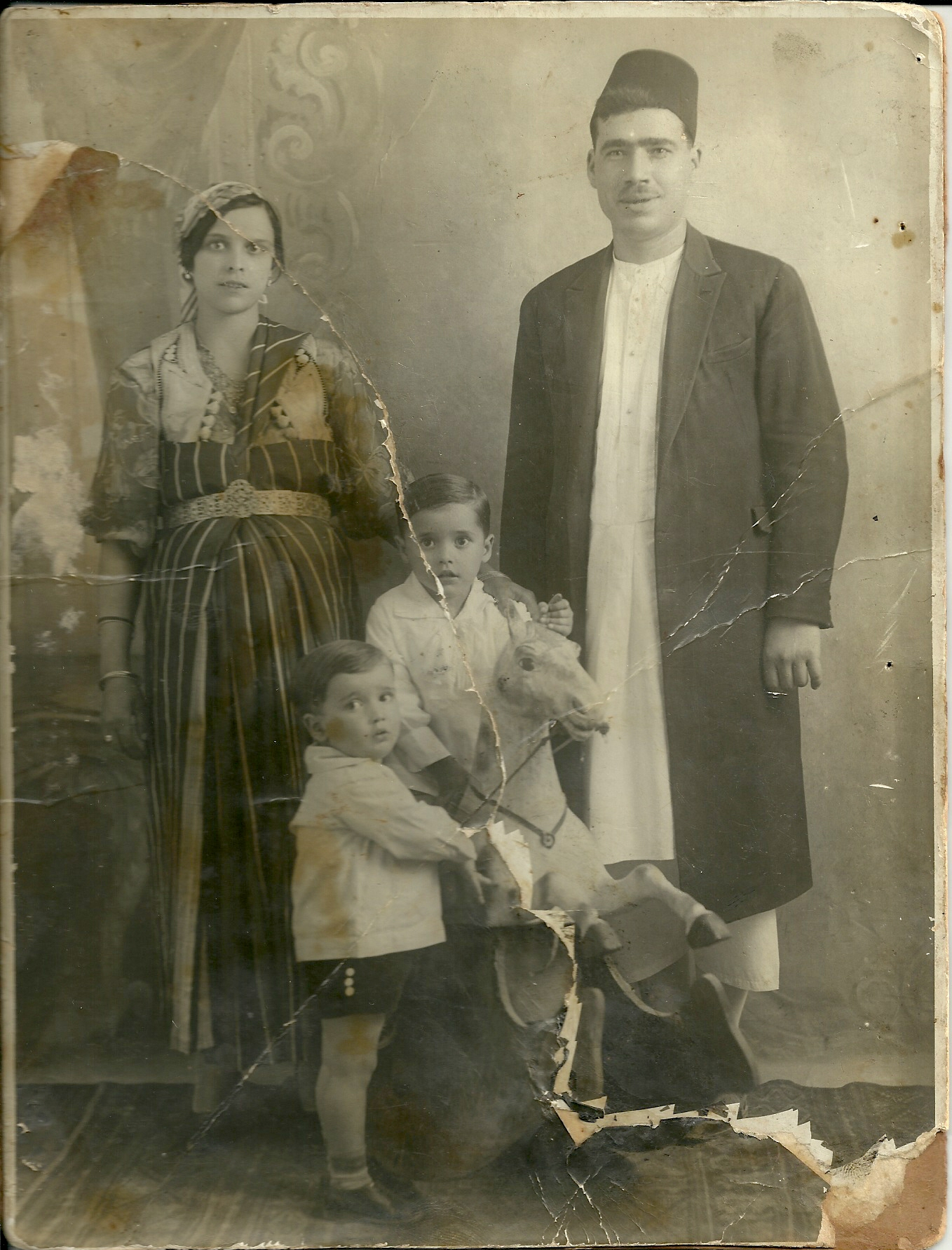
来自的黎波里的一个犹太家庭

数千年来，利比亚一直是犹太社区的家园。贾多是奈富塞山的一个定居点，至少从十世纪开始就有犹太人聚居区，但到了十六世纪下半叶，利比亚仅存的犹太社区只剩下亚夫兰和盖尔扬地区，他们逃离了阿拉伯人和柏柏尔人（他们都迫害犹太人）争夺奥斯曼帝国统治据点的斗争之地。
1911年至1951年欧洲人统治利比亚期间，大部分利比亚犹太人居住在的黎波里塔尼亚和昔兰尼加北部地区。1911年，意大利在意土战争期间从奥斯曼帝国手中夺取了利比亚。1922年，贝尼托·墨索里尼在意大利掌权，1938年，他的政府开始颁布种族法，影响了意属利比亚的犹太社区。犹太人不再能与“雅利安人”通婚，不能在国家或任何技术性职业中工作，他们的孩子也被禁止就读意大利公立或私立学校。 1940年，意大利与纳粹德国结盟，卷入第二次世界大战，同年，英国在罗盘行动中进入利比亚，战火蔓延至利比亚。1941年，德国军队进驻的黎波里，利比亚被轴心国夺回，当时该市有25%的犹太人。种族法开始得到更严格的执行，利比亚的外国籍犹太人被驱逐到突尼斯、阿尔及利亚和意大利的拘留营或集中营。当意大利和英国争夺昔兰尼加的控制权时，犹太人欢迎英国士兵，其中一些是来自巴勒斯坦的犹太人，称他们为摆脱法西斯反犹太主义的解放者。每次意大利人夺回利比亚时，犹太人都会因与英国“勾结”而受到严厉惩罚。墨索里尼对犹太人对英国的积极接待作出了回应，下令驱散或驱逐利比亚的犹太社区，这场运动被称为（直译：「清除」）。

## 驱逐和拘留犹太人

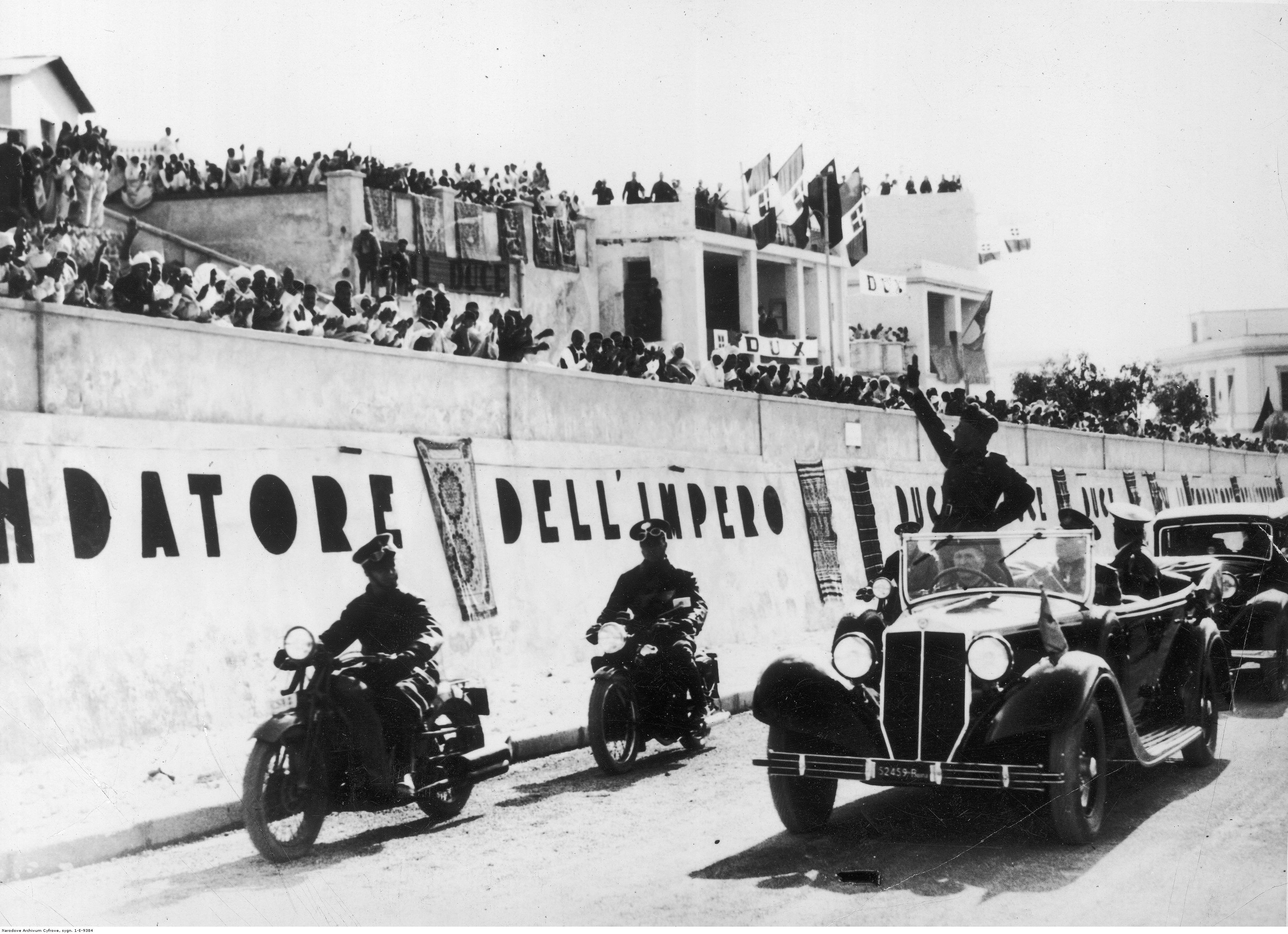
1937年，贝尼托·墨索里尼访问利比亚图卜鲁格

1942年2月7日，墨索里尼下令拘留昔兰尼加和的黎波里塔尼亚的犹太人，以将他们转移出战区并防止他们与英国结盟。一些犹太人确信，这一命令也是对1941年4月2日和3日英国军队撤退后离开班加西的大批犹太人的报复。
新的集中营在贾多建立，贾多是奈富塞山的黎波里塔尼亚高原的一个前军事哨所，距离的黎波里西南约153公里（95英里）。按照墨索里尼的命令被驱逐的犹太人大部分被送往贾多，还有一些被送往加里安的外国人营地。在班加西，意大利当局要求犹太社区准备每日驱逐到贾多的犹太人配额。该市官方犹太代表雷纳托·特斯丘巴（Renato Tesciuba）拒绝准备名单，理由是“黎凡特混乱”，从而推迟了驱逐行动。将利比亚犹太人集中在贾多是德国计划的第一阶段，该计划旨在将所有利比亚犹太人转移到意大利，然后再从意大利转移到欧洲的灭绝营。
原定的第一次驱逐至贾多的计划被推迟。一批包括145名法国犹太人的犹太人驱逐队伍已于1942年4月15日从东部城市巴尔卡、迈尔季出发，准备转移到的黎波里。这些人在埃尔科菲亚等待前往此行的第二站艾季达比耶时，班加西的意大利非洲警察介入，获得了驱逐令的“暂时中止”。这些法国犹太人被送回巴尔卡，而此前他们已经卖掉了许多财物，做好了在贾多被拘留的准备。
驱逐行动于1942年5月开始，直至10月，犹太教堂张贴传票后，犹太人每周两次被8-10辆卡车从昔兰尼加的家中运送到贾多。一位名叫莫迪凯·杜阿尼（Mordechai Duani）的犹太富商与意大利人有着先前的联系，他提供了从德尔纳、班加西、图卜鲁格、巴尔卡、艾季达比耶和阿波罗尼亚到贾多的卡车运输服务。杜阿尼的260名家人和富有的朋友免于被驱逐出境。伊冯娜·科兹洛夫斯基·戈兰（Yvonne Kozlovsky-Golan）引用杜阿尼作为意大利人在北非形成“类似犹太居民委员会网络”的一个例子。
被驱逐的犹太人被允许携带少量个人物品，包括食物、衣服和床上用品。他们经常偷运贵重个人物品，包括珠宝，然后用这些物品与当地阿拉伯人交换食物。穿越西尔蒂卡沙漠的路程需要五天时间，犹太囚犯在途中被迫露宿户外。当驱逐车队经过阿拉伯村庄和城市时，犹太人有机会进行贸易和进食。至少有一次，阿拉伯人向经过他们城镇前往贾多的犹太人扔腐烂的番茄。一位名叫布鲁里亚（Bruria）的囚犯的记录显示：
他们开始在犹太教堂里每天挂出20-30个必须离开的家庭的名单。意大利人来到社区主席那里，要求准备犹太人名单。他拒绝了，因为他了解情况。然而，一个坏犹太人自告奋勇准备名单。每个犹太人都必须看看自己的名字是否出现，如果出现，他就必须离开。我们不知道去哪里。我们认为这并不好。他们从班加西和附近地区带走了犹太人：德尔纳、巴尔卡、图卜鲁格……顺便说一句，那个坏犹太人没有被法西斯分子带到集中营。每天，约瑟夫（证人的丈夫）都会去犹太教堂查看名单，我常常坐在那里哭。有一天他说，布鲁里亚我们要走了。行程花了五天时间；我们从班加西到贾多行驶了大约2000公里。这趟行程花了几天几夜。他们把我们像牲畜一样带到屠宰场。每辆卡车上有40个人，每辆卡车都有两名意大利警察。他们只抓犹太人。有传言说，这是德国人下的命令。
约有2600名犹太人被驱逐至贾多。绝大多数昔兰尼加犹太人被驱逐至贾多。的黎波里塔尼亚犹太人中，只有那些拥有英国或法国公民身份的人被送往贾多，而拥有利比亚公民身份的的黎波里塔尼亚犹太人则被送往附近的劳改营，例如布克布克和西迪阿扎兹。这次驱逐行动仅留下了120名昔兰尼加犹太人，他们“因为与意大利当局关系良好”而幸免于难。班加西是最后一个被清除和驱逐的社区。
至少有400名贾多的犹太人被送往其他地点，包括附近的盖尔扬、亚夫兰和蒂格林纳镇，以缓解过度拥挤的情况。在这些城镇，犹太人被安置在单独的建筑物中，每个家庭住一间房，受到严密监视，没有行动自由。

## 集中营生活

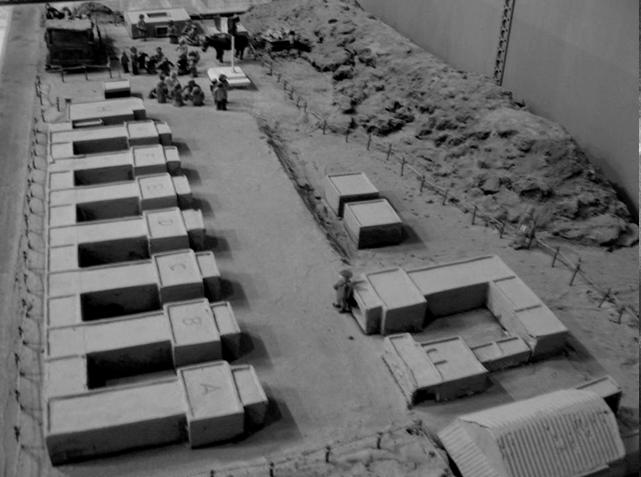
展示集中营区布局的模型

贾多集中营建在一处前军营内，由十间长条形营房组成，每间可容纳400名囚犯，四周被铁丝网包围。每个营房都有一名警卫和一名选举产生的（直译：「头目」），后者为一名犹太囚犯，担任其所在营房的代表和与营区管理部门的谈判者。未分隔的房间内以家庭为单位挂上毯子作为隔断。营房里除了床之外没有其他家具，有时床的数量不足以容纳大量囚犯。一名机枪手在营区对面的一座小山上监视，以防止囚犯逃跑。其中一个营房被当做监狱，用于关押被认定犯有罪行的囚犯，但被指控犯有多项或严重罪行的囚犯会被送往的黎波里的刑事监狱。
营区指挥官是利比亚总督兼意大利驻北非部队总司令埃托雷·巴斯蒂科将军，副指挥官是格雷罗·莫德斯蒂诺（Guerriero Modestino）少校，后者担任营区负责人。巴斯蒂科因其反犹太主义以及对囚犯的羞辱和残酷对待而闻名。人们认为莫德斯蒂诺对犹太人更为同情。两人经常一起在营区散步，巴斯蒂科挥舞着鞭子或棍棒威胁囚犯。囚犯们晚上不被允许说话。
贾多集中营的囚犯几乎全部是来自昔兰尼加的利比亚和意大利犹太人家庭，尤其是班加西，那里是利比亚最大的犹太人聚居地之一。营区内按照家庭为单位分在一起。该集中营还短暂关押过拥有法国公民身份的犹太人（他们后来于1942年被驱逐到突尼斯）和持有英国护照的犹太人（他们后来被关押在意大利的费拉蒙蒂迪塔西亚和其他几个利比亚营地）。

### 劳动与社会
强迫劳动始于1942年6月28日。虽然没有每日工作配额，但营区里被拘留的18至45岁的男性每天都要从早到晚从事各种日常任务：清洁厕所，处理垃圾，搬运沙子和石头，以及在营地内外铺瓦屋顶。他们星期六不工作。那些在营地外修屋顶的人每天能得到5法郎和一个小圆面包的工资。他们每周要进行一次长达十二个小时的除草和运输泥土的任务。犹太人对这项工作的实用性心存疑虑，他们怀疑这项工作的主要作用是羞辱。随着疾病、营养不良和疲惫感的增加，工作任务也随之减少。目前尚不清楚是否有私营公司将贾多的犹太囚犯用作强迫劳动者。负责监督口粮分配的囚犯无需承担劳动义务。

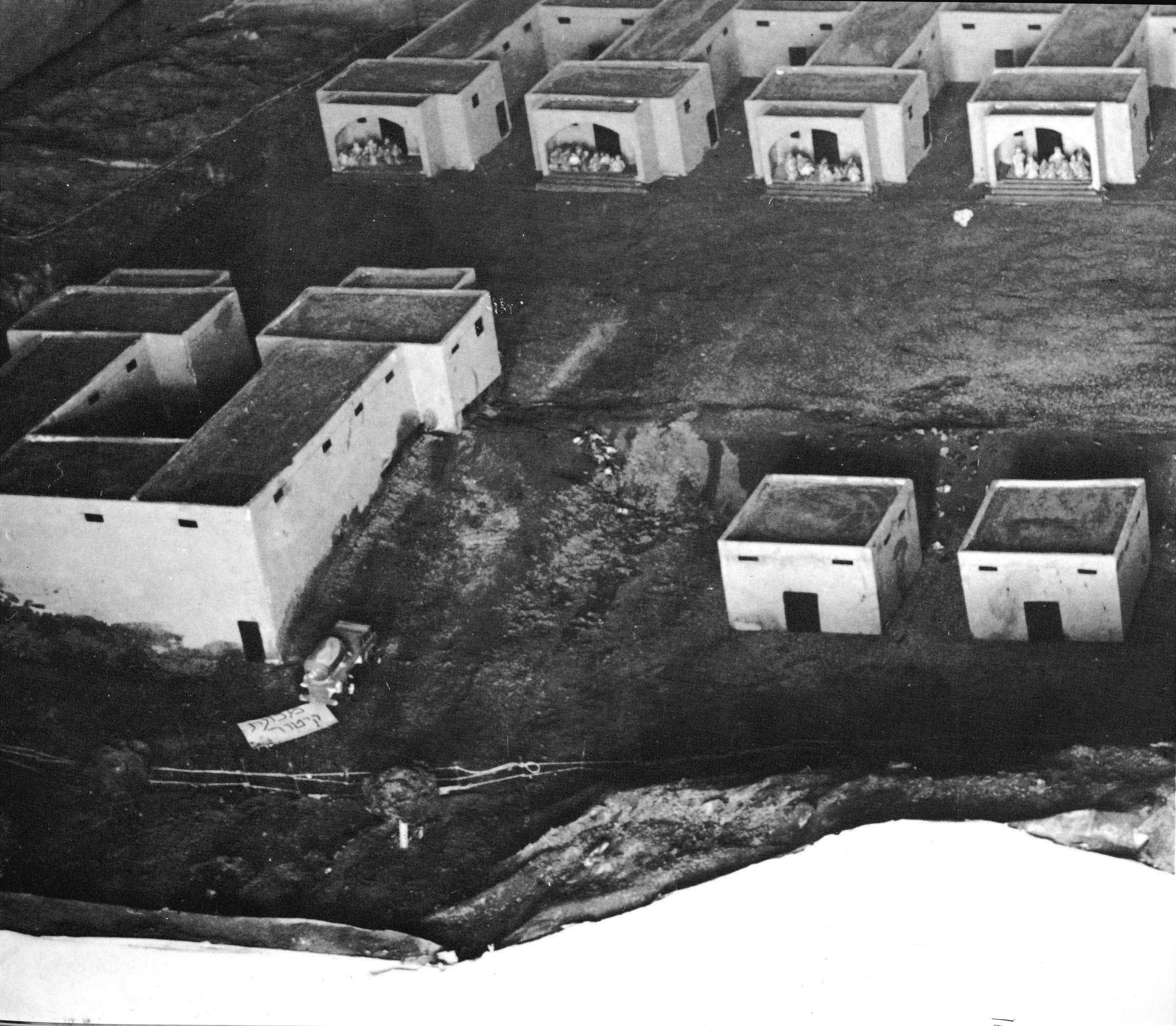
展示集中营区布局的模型

犹太家庭成立了一个营地委员会，由卡缪斯·苏亚雷斯（Camus Suarez）领导，委员会由从贾多的十个营房中每个选出的一名组成。每个营房还设有一名警卫。组织贾多社区的日常生活，监督劳动并分发包括木柴和食物在内的物品，这些物品有时由的黎波里的犹太社区送来。们还将营区的一个营房改造成临时犹太教堂，以便被囚禁的犹太人可以在拘留期间进行犹太教活动。该犹太教堂收藏了一本来自德尔纳的妥拉卷轴。囚犯中有许多拉比，其中包括弗里亚·佐阿雷兹。

### 生活条件和斑疹伤寒爆发
大约有2600名囚犯被关押在贾多。截至1942年6月底，集中营内共关押了2584名犹太人，其中47人为意大利公民。后来，又有380名犹太人被运送到集中营。由于一场虱传斑疹伤寒流行病，这一数字急剧下降，该流行病造成562人死亡，营区的死亡率达到约21%。它是第二次世界大战期间北非劳改营中死亡人数最多的，也是二战期间穆斯林国家中犹太受害者人数最多的。没有囚犯被处决，大多数死亡是由于营养不良和虱传斑疹伤寒，
贾多的条件极其恶劣和困难，被称为第二次世界大战期间关押犹太人的利比亚劳改营中最严酷的。白天极其炎热，夜晚极其寒冷。营区人满为患，食物不足。每日口粮为100至150克面包，每周提供少量“大米、通心粉、油、糖、茶和咖啡”。莫里斯·鲁马尼援引一位幸存者的话说，这些口粮“不过是几克大米、油、糖和大麦种子制成的咖啡”。每天提供两个小时冷水。
虽然没有囚犯被看守开枪或以其他方式杀害，但集中营管理部门却容忍囚犯饿死。被拘禁数周后，一群囚犯代表团要求增加食物供应，得到了如下答复：“我们来这里不是为了支持你们，我们给你们食物，因为不值得在你们身上浪费子弹。”一名幸存者回忆说，那些恳求提供更多食物的人被告知：“把你们带到这里来的目的不是给你们吃的，而是让你们饿死。”一位幸存者回忆说，面包里满是虫子。囚犯们得到了看守的许可，将死者埋葬在附近一个中世纪的犹太人墓地附近，这个墓地至少有1183年的历史。
幸存者称集中营看守非常残忍，而格雷罗·莫德斯蒂诺甚至下令将个别囚犯关起来，然后殴打他们。莫里斯·鲁马尼引用了一位幸存者的话：
数十个家庭挤在四平方米的空间里，用床上用品和毯子隔开。没有地方放桌子或椅子，做饭是在房间中央进行的，烟雾和烹饪的气味都渗进房间所有人的鼻子里。恶劣的生活条件带来了感染和疾病，瘟疫夺走了集中营里许多人的生命。他们被埋葬在附近的一个山谷里，几百年前这里曾是犹太人的墓地。
医疗条件恶劣导致1942年12月爆发了流行性斑疹伤寒，这是集中营内大多数人员死亡的原因。疫情每天导致数十人死亡，被送往临时隔离室的人几乎没有活下来的。一名幸存者回忆道：“我向一边看去，一个人死了；我向另一边看去，另一个人死了。”三个月内有500多人死亡。最初，病人被送回的黎波里，但随着疫情恶化，病人被集中在一个营房里。两名意大利医生在3至4名护士的帮助下对患者进行治疗。为了防止虱传斑疹伤寒的传播，集中营看守会剃掉长虱子的囚犯的头发。阿纳特·赫尔曼（Anat Helman）指出，在她作为研究的一部分采访的22名贾多集中营幸存者中，“只有女性提到剃光头以及她们拼命尝试逃避这一命运。她们没有谈到对这种流行病或由此导致的死亡的恐惧，而是谈到了她们对可能剃光头发的深切焦虑。”
幸存者约瑟夫·达杜什（Yosef Dadush）在集中营唯一已知的日记中秘密记录了他在贾多埋葬小女儿的情景：
我需要一个小木箱来埋葬艾达，但集中营里没有木箱。斑疹伤寒以惊人的速度夺走了儿童和成人的生命，大大小小的木箱都成了稀缺商品。一个小时后，我意识到我找不到任何木箱。我抱着死去的艾达，开始向集中营大门走去。我抱着艾达从集中营那间可怕的监狱走到了有900年历史的犹太人公墓。即使在贾多这个地狱里，我们也决心为我们的亲人举行犹太人的葬礼。在两名手持手枪和扫帚的意大利士兵的陪同下，我艰难地穿过沙地。我竭尽全力，不让自己绊倒或跌倒。我只有一个任务——为艾达举行犹太人的葬礼，不让压迫者看到我的软弱，不让他们嘲笑我哽咽的泪水。在沙漠的酷热中，沿着一条似乎永无止境的小路走了一个小时后，我通过墓碑上的希伯来语文字认出了犹太公墓。在这些墓碑之间，我寻找一个地方埋葬艾达。我把她毫无生气的尸体放在地上，然后疯狂地用我的双手开始挖一个小坑。我挖着，祈祷着，哭泣着，但我主要祈求我死去的女儿原谅我。我一遍又一遍地问自己：我是否尽了一切可能去救她？当我觉得这个洞看起来足够大、足够宽时，我把裹着床单的小艾达放了进去。我用沙子盖住她，喃喃地念着我能记得的几句葬礼祷文。

### 囚犯与外界的联系
携带贵重物品的囚犯可以“以高昂的价格”与阿拉伯商人交换个人物品，最初是偷偷进行的，后来得到了围栏处和营区内意大利警卫的允许。当劳工被派往营区围栏外的附近贝都因阿拉伯村庄时，出现了其他的交易机会。犹太人交易的商品包括钻石、黄金和衣服——这些东西在集中营里几乎没有价值。从阿拉伯人那里购买的主要食物有大麦、洋葱、花生、土豆和家禽。犹太人还集体从阿拉伯人那里购买了一台面粉研磨机，并在他们挖的坑里烘烤。那些拥有贵重物品进行交易的人在社区中拥有重要地位和权力。一名幸存者回忆说，毯子被用来与阿拉伯人交换制作安息日哈敏的原料。另一个人用一条金腰带换了一个西瓜，并因这项禁忌交易而被集中营的看守殴打。
延斯·霍普（Jens Hoppe）指出，阿拉伯人和犹太人在贾多的交易安排表明，集中营周围的阿拉伯社区意识到了犹太人被关押在非人道的条件下。意大利指挥的警卫队中也有阿拉伯警察，幸存者描述了德国人（可能是纳粹安全警察或党卫队保安局）的定期检查和访问。幸存者耶胡达·查克蒙（Yehuda Chachmon）回忆说，意大利看守对囚犯“十分残暴”，而阿拉伯看守则不会与犹太囚犯“交谈”、“折磨”或“制造麻烦”；“意大利警察的态度与阿拉伯警察的态度不同”。利维亚·塔利亚科佐（Livia Tagliacozzo）写道，贾多幸存者普遍描述阿拉伯看守比意大利人温和，这可以通过阿拉伯看守参与犹太人和阿拉伯人之间的救命交易来解释，即使是在被禁止的情况下也是如此：“阿拉伯看守简单的转身动作可能对能否越过铁丝网进行以物易物至关重要。”一名幸存者回忆说，居住在附近的阿拉伯人充满敌意，向囚犯投掷石块。
的黎波里的犹太社区收集了有关难民营状况的信息并提供了援助，包括逾越节所需的犹太洁食食物。该社区1943年的财务报告列出了为贾多囚犯提供的近170万里拉的援助。1943年1月，在集中营解放前不久（当时的黎波里已获解放），的黎波里犹太社区派三名犹太人前往贾多为囚犯提供食物，他们以为囚犯已经获释。暴雨过后，他们的车辆陷入泥泞中，一群南非士兵帮助他们脱困。他们继续前往贾多，发现集中营尚未解放。在送食物时，犹太团体的司机贝内代托·阿尔比布（Benedetto Arbib）被一名意大利警卫打了一巴掌。

## 处决前夕
轴心国在第二次阿拉曼战役中失败后，意大利下令将贾多的犹太人全部消灭。健康的人将被机枪射杀，生病的人将在隔离区被烧死。囚犯们被聚集起来，等待数小时后杀戮命令得到确认。该命令最终因未知原因被撤销；埃里克·萨勒诺（Eric Salerno）认为，意大利军官担心若同盟国获胜，他们可能会作为战犯被起诉。莫里斯·鲁马尼（Maurice Roumani）介绍了幸存者海姆·格比（Haim Gerbi）对此次事件的证词：
有一天——我记得很清楚，我当时十四五岁——他们把所有的男人都召集起来，说他们必须到营地中央来。我记得那天。我妈妈把我藏起来了……所有的犹太人、所有的女人、孩子、妇女都在哭……我去看，我看到了所有的警察、上尉，既有阿拉伯人也有意大利人。我看到他们就跑开了。我摔倒了，伤得很重……伤口感染了。
格比的腿后来被截肢。

## 解放及后续

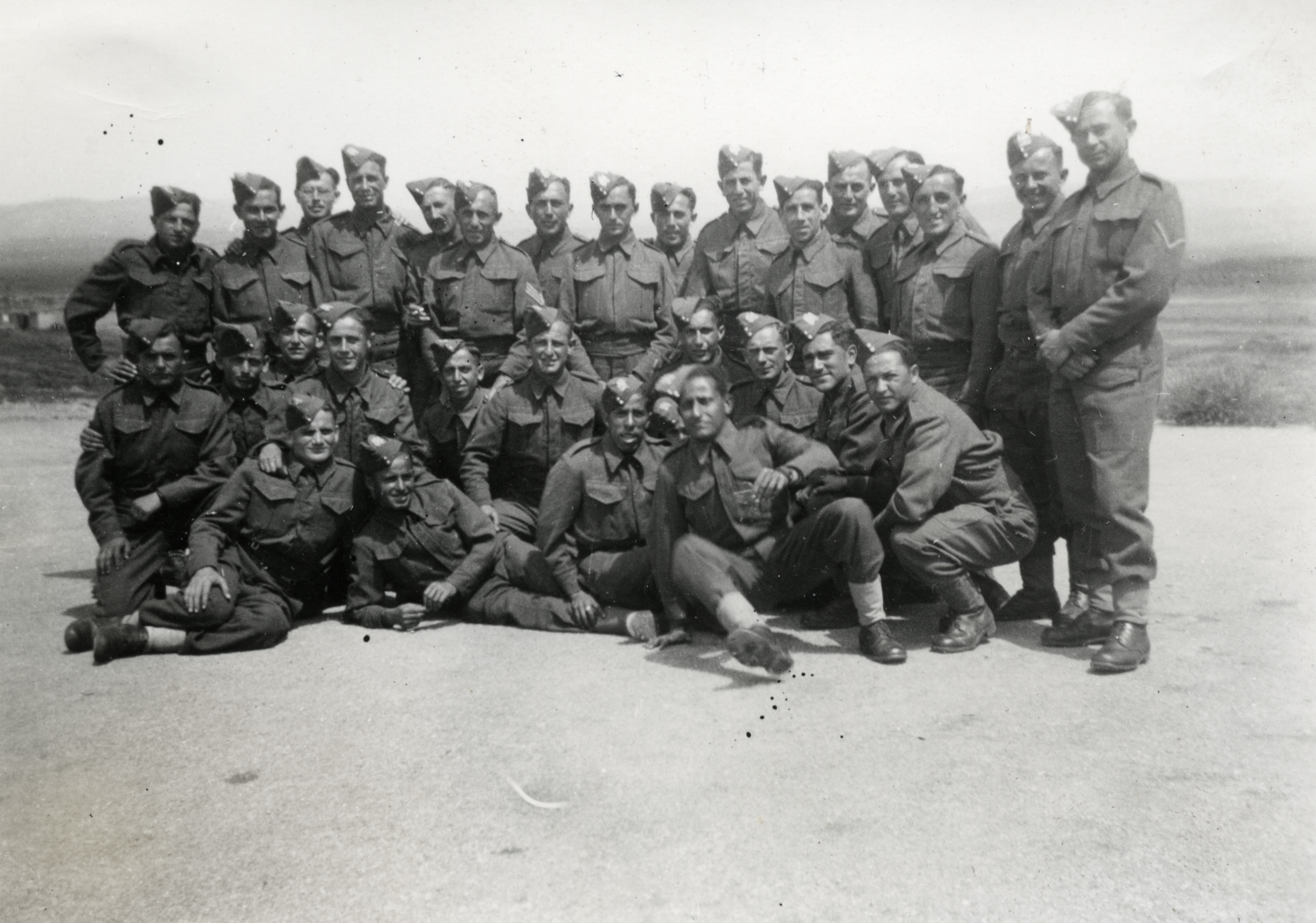
英国第八军团驻利比亚犹太旅，约1943—1944年

1943年1月24日，由犹太人准将弗雷德里克·基什率领的英国军队解放了该集中营，同时解放了位于盖尔扬和亚夫兰的小型拘留中心。。在英国军队抵达集中营的几周前，约200名犹太人发现一些意大利看守已经逃跑，于是他们冲破围栏逃离集中营，意大利军队随后向剩余的囚犯开火。1月初，即英国解放前几周，意大利看守已全部逃走。幸存者让·尼西姆（Jean Nissim）作证说，一名负责武器库的意大利人曾向犹太人分发枪支，以抵御威胁闯入营地的当地阿拉伯人的袭击。
在犹太囚犯获准回家之前，英国占领者首先必须控制斑疹伤寒的爆发，并治疗大约480名病情严重的囚犯。由于英国对斑疹伤寒爆发的管理，那些逃亡的囚犯最初不被允许与被监禁的家人团聚。囚犯们被带到的黎波里的更好的住房，在那里他们可以洗澡、吃饭并接受医疗服务，其中包括一名犹太医生。完成这项工作后，他们于1943年春季开始每隔两周将幸存者一家一家地转移回昔兰尼加。这一过程得到了美犹联合救济委员会的资金支持。1943年3月，仍有许多犹太人留在那里，其中包括60名被允许移民到巴勒斯坦的孤儿。接收孤儿的许可是由英国第八军团驻利比亚犹太旅的两位拉比，路易斯·拉比诺维茨（Louis I. Rabinowitz）和埃弗拉伊姆·乌尔巴赫从英国获得的。该项目的资金由班加西犹太社区领袖雷纳托·特斯丘巴（Renato Tesciuba）筹集，他曾在1942年拒绝为意大利当局准备驱逐配额。1943年10月初，随着最后一批犹太人离开，集中营最终解散。

### 利比亚犹太社区遭到的破坏

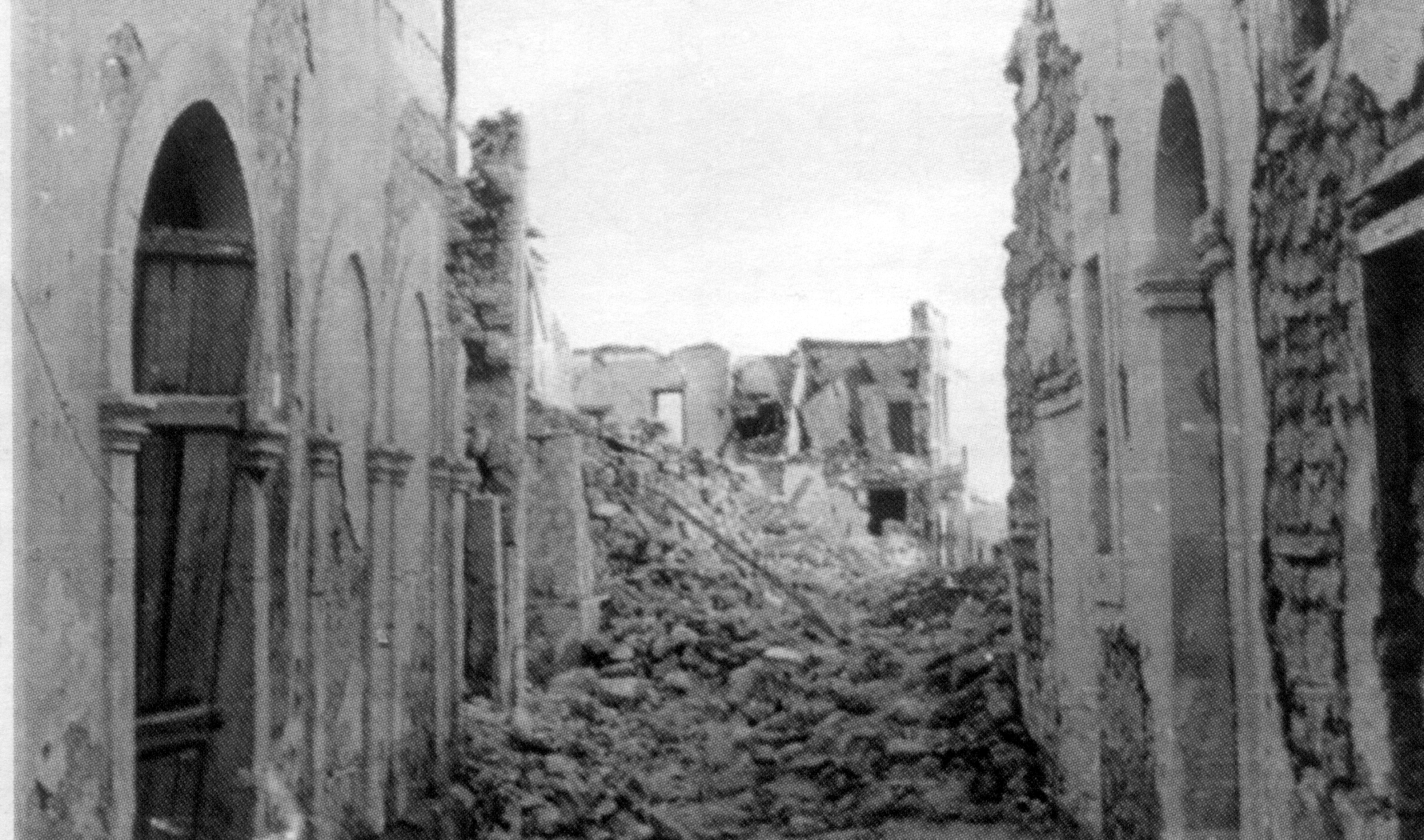
的黎波里犹太区炮弹袭击造成的破坏

鲁马尼写道，贾多的幸存者“返回后发现，他们的家园被洗劫一空、毁于一旦，商店遭到轰炸，成为一片废墟，社区生活几乎完全丧失。”英国第八军团的犹太士兵支援返回家园的犹太人，帮助他们重建社区并建立犹太学校。即使在英国占领下，反犹太主义仍然愈演愈烈，在1945年和1948年的反犹骚乱之后，几乎所有的利比亚犹太人都移民到了新成立的犹太国家以色列。进一步的驱逐和逃亡一直持续到2004年最后一名利比亚犹太人离开。如今，利比亚已经没有犹太人。

## 遗产
贾多集中营的看守或管理人员从未接受过审判。1978年，科布伦茨州高级法院裁定，贾多对犹太人的监禁非德国所为，因此该集中营幸存者无权从纳粹时期强迫劳动者基金中获得赔偿。伊利特·阿布拉姆斯基·布莱（Irit Abramski-Bligh）博士于1997年发表了一项关于大屠杀期间利比亚和突尼斯犹太人社区历史的研究报告，2002年，贾多集中营的幸存者获得了德国的认可并有资格获得赔偿。
在2020年大屠杀纪念日，贾多幸存者约瑟夫·达杜什（Yosef Dadush）的集中营日记被他的儿子发现后出版，他的小女儿艾达在贾多死于斑疹伤寒。这份用意大利语撰写的手稿一直埋藏在达杜什的旧照片和文件中，花了四年时间才被辨认并翻译成希伯来语出版。日记的编辑什洛莫·阿布拉莫维奇（Shlomo Abramovich）因这本书于2022年获得了以色列总理奖，以鼓励和推动对阿拉伯国家和伊朗犹太社区的研究。这本书于2021年获准纳入以色列高中课程。
在大屠杀纪念日当天，利比亚犹太人演唱了一首名为“‎”（哈利路亚，一个国家诞生）的“Piyyut”（犹太礼仪诗或赞美诗），该诗是在贾多解放后创作的。斯坦尼斯劳·普格利塞（Stanislao Pugliese）写道：“（意大利）在贾多集中营和利比亚其他地方的犹太人死亡过程中所扮演的角色不仅应该受到谴责，而且也是第二次世界大战大屠杀研究中一个重要却被忽视的部分。”
集中营遗址已不复存在。营区建筑被夷为平地，犹太人墓地亦被毁。